# Amphiglossus mandokava
Amphiglossus mandokava är en ödleart som beskrevs av  Christopher John Raxworthy och NUSSBAUM 1993. Amphiglossus mandokava ingår i släktet Amphiglossus och familjen skinkar. IUCN kategoriserar arten globalt som sårbar.
Artens utbredningsområde är Madagaskar. Inga underarter finns listade i Catalogue of Life.

## Bildgalleri

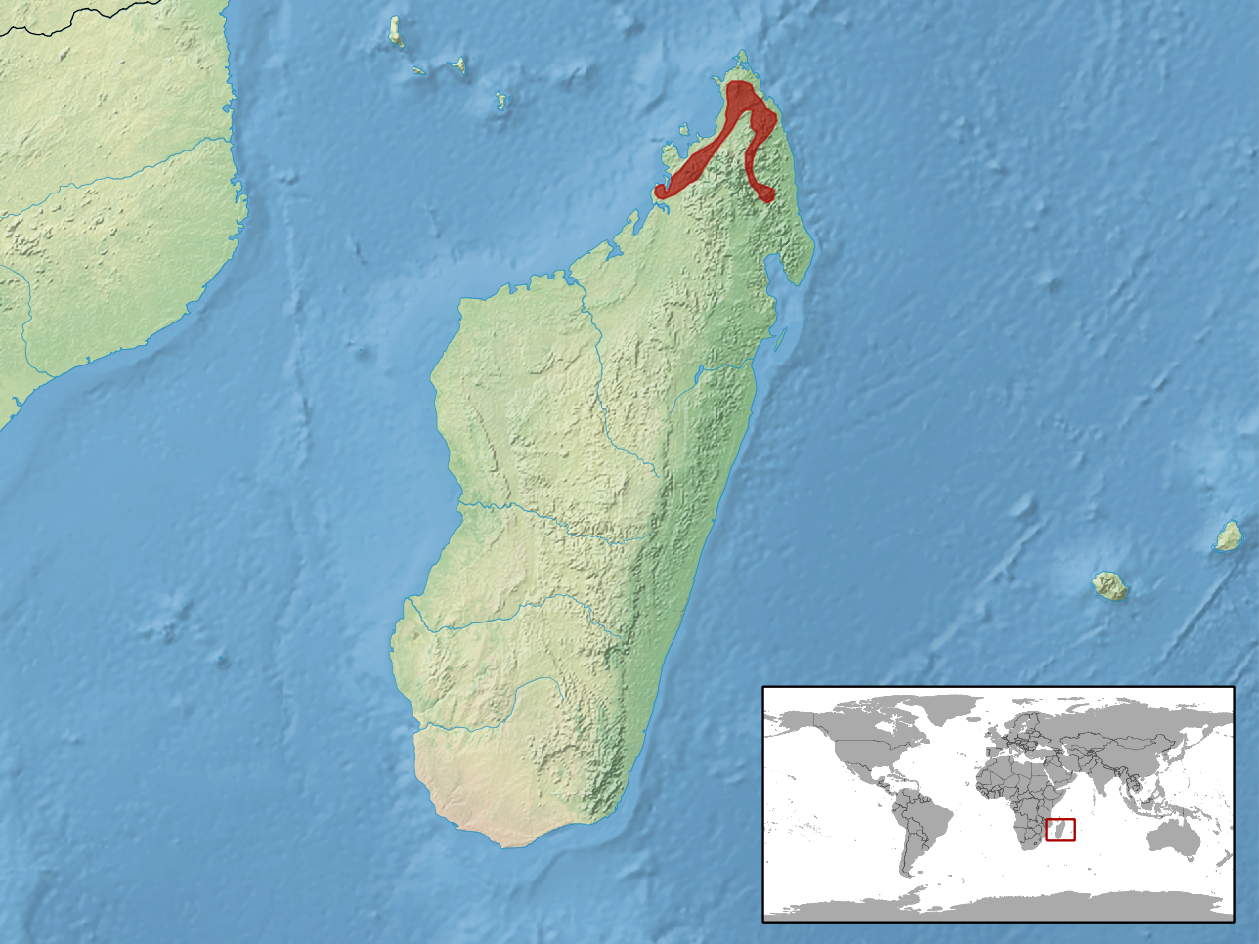